# ۋ
Vé ‹ ۋ › est une lettre additionnelle de l’alphabet arabe utilisée dans l’écriture du kazakh et de l’ouïghour. Elle est composée d’un wāw ‹ ﻭ › et de trois points suscrits.